# Zamek Falkenberg
Zamek Falkenberg (niem. Burg Falkenberg) – zabytkowy zamek w Falkenberg (powiat Tirschenreuth), w Górnym Palatynacie.
Zamek wybudowany został w IX w. Pierwsza wzmianka w dokumentach pochodzi z 1154. W latach 1294–1648 warownia należała do klasztoru w Waldsassen, pod rządami m.in. opatów Konrada II (1394–1417), Mikołaja III (1417–1433) i Mikołaja IV (1465). W 1467 otrzymuje statut cystersów. W 1572 właścicielami była rodzina Wittelsbachów. W 1651 zostaje wydany nakaz zburzenia zamku. W 1936 właścicielem był hr. Friedrich-Werner von der Schulenburg. W latach 1936–1939 ma miejsce rekonstrukcja obiektu.

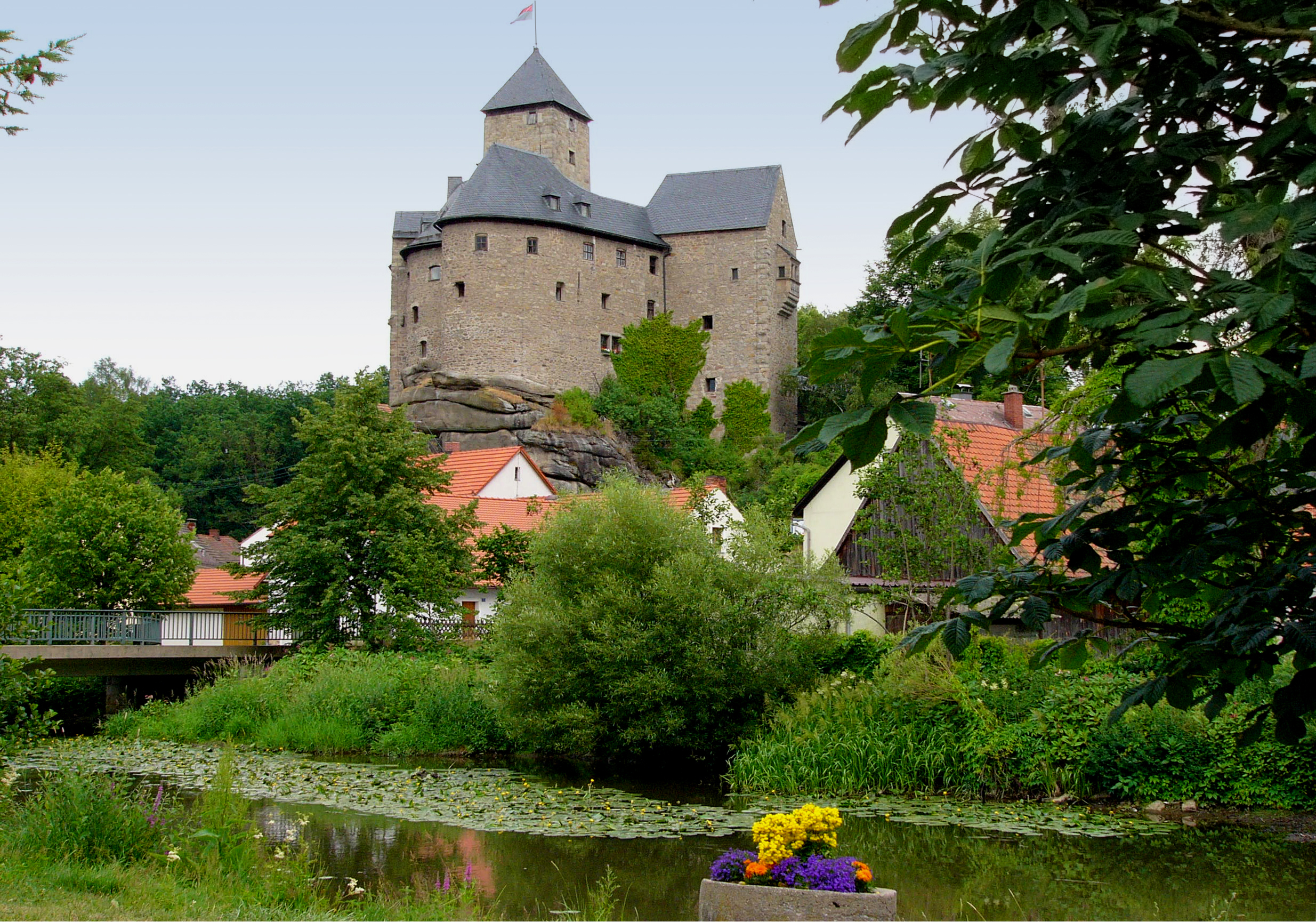
Zamek
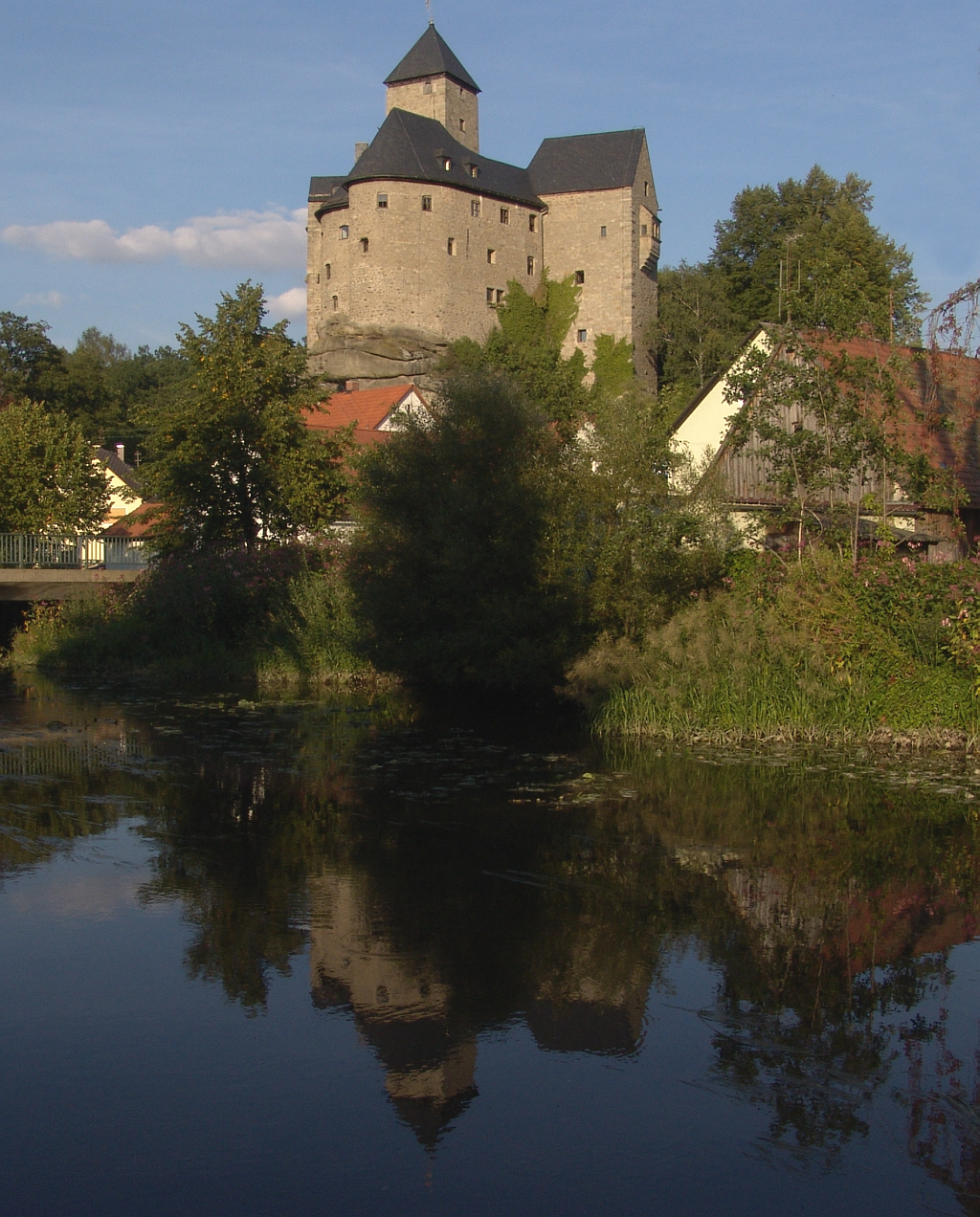
Zamek